# Isabelle Kaiser

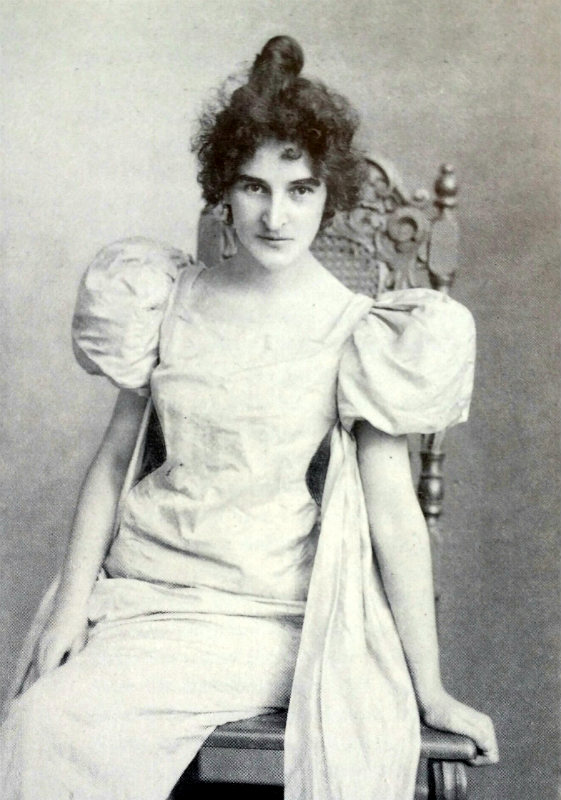
Isabelle Kaiser, Fotografie von Johannes Meiner um 1899

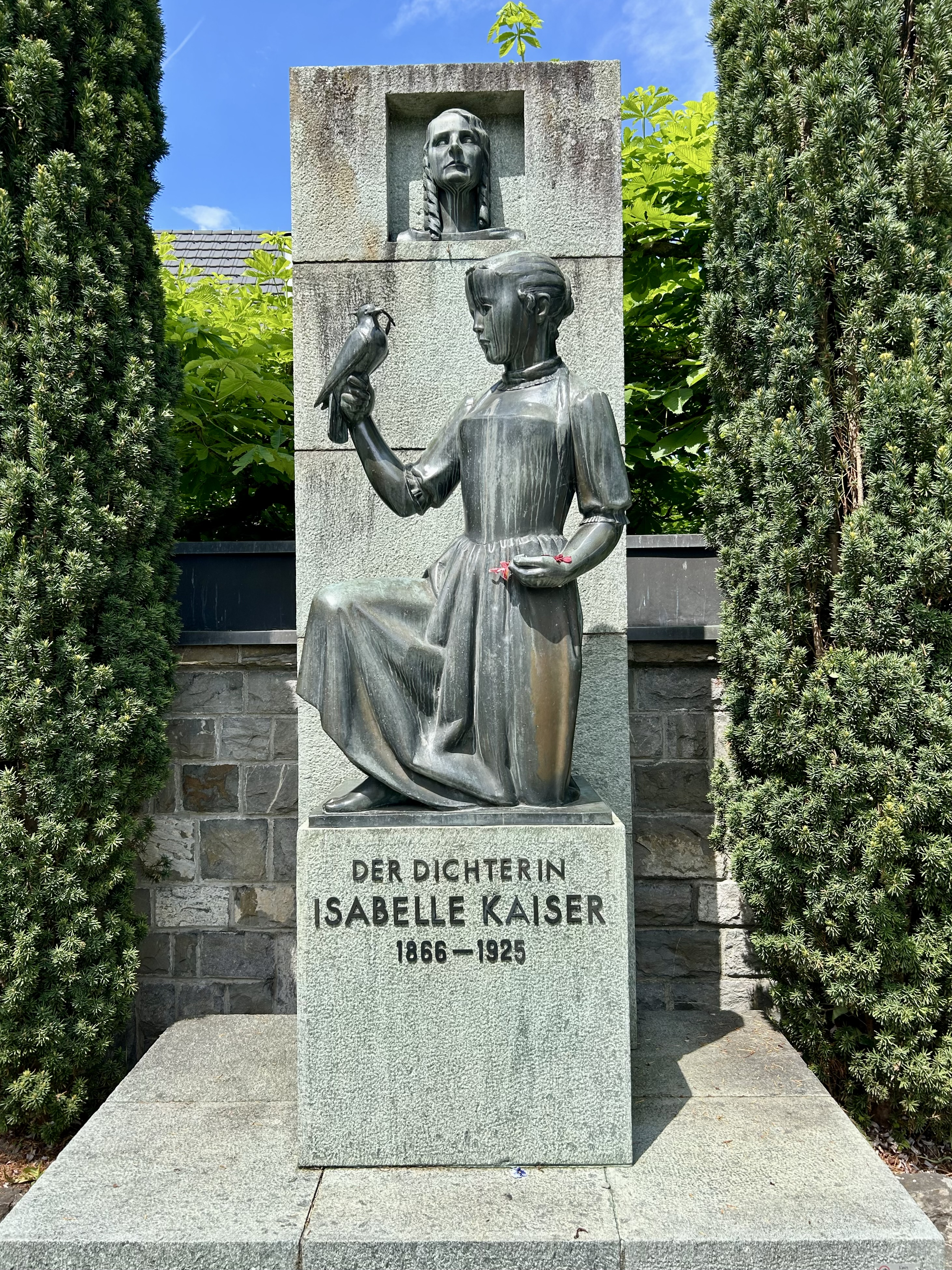
Isabelle-Kaiser-Brunnen in Beckenried

Isabelle Kaiser (* 1. Oktober 1866 in Beckenried; † 17. Februar 1925 ebenda) war eine Schweizer Schriftstellerin.

## Leben
Isabelle Kaiser war die Tochter von Fernando Kaiser und seiner Frau Wilhelmine geborene Durrer. Sie stammte aus einer politisch aktiven und gut situierten Familie: Ihr Grossvater, der Augenarzt Ferdinand Kaiser, war als Ständerat und Grossrat der liberalen Partei sozialpolitisch engagiert. Auch der Vater war als Journalist, Kirchenrat und Genfer Grossrat politisch aktiv und hatte sich auf christkatholischer Seite am Kulturkampf in der Schweiz beteiligt.
Von 1868 bis 1879 lebte Isabelle Kaiser mit ihrer Familie in Genf, anschliessend in Zug auf dem Landsitz des Grossvaters. In den 1880er Jahren starben in rascher Folge zuerst ihr Bruder Iwan an der Tuberkulose, dann ihr Vater an einer Pockenepidemie, anschliessend der Grossvater und schliesslich ihre Schwester Fatimé nach einem Sturz aus dem Fenster. Isabelle Kaiser selbst litt ab den 1880er-Jahren an dem ansteckenden Lungenleiden, welches mehrere Kuraufenthalte im Gebirge und an der Riviera notwendig machte. 
Mit der Mutter zog sie Ende der 1890er Jahre erst nach Zürich, dann nach Beckenried am Vierwaldstättersee, wo sie sich 1902 ihr eigenes Haus bauen liess, die Ermitage. 1906 verstarb auch die Mutter. Isabelle Kaiser blieb aus der Familie nur noch die Schwester Alexandra, die verheiratet mit dem Künstler Alexander Schindler in Deutschland lebte. Isabelle Kaiser starb 1925 nach Jahren schweren Leidens in ihrer Ermitage. Sie hatte nie geheiratet und hinterliess keine Kinder. Um ihren Nachlass kümmerte sich ihre Nichte Beatrice Mernsinger-Schindler. Die Ermitage Isabelle Kaisers wurde zu grossen Teilen belassen, wie es die Schriftstellerin bewohnte, und kann in Beckenried besucht und besichtigt werden.

## Arbeit
Isabelle Kaiser begann in früher Jugend mit dem Verfassen literarischer Texte in französischer Sprache, die ab 1888 in Buchform erschienen. Für die Novelle Gloria victis erhielt sie 1884 den ersten Preis eines französischen Literaturwettbewerbs, für den Roman Coeur de Femme 1891 den Romanpreis des Genfer Instituts. Bereits 1886 wurde sie zum Titularmitglied der Akademie von Marseille ernannt. 1887 selbiges an der Akademie von Montreal und sie erhielt das Ritterkreuz des Ordens St. Jean-Baptiste von Spanien. Im selben Jahr gewann sie am Grand Concours der Académie Mont-Réal und den ersten Preis der Académie Litteréraire de la France für ihr Gedicht L’ombre. In der Jury sassen unter anderen Sully Prudhomme und Emile Zola. 1911 folgte der Schweizerische Schillerpreis.
Nachdem sie sich gute Kenntnisse sowohl in der deutschen Sprache als auch im Schweizerdeutschen angeeignet hatte, veröffentlichte sie ab 1901 auch Werke in Deutsch. 
Die Schriftstellerin veröffentlichte nach heutigem Wissensstand zwischen 1888 und 1916 sieben Romane, 68 Novellen, 5 Gedichtbände in französischer und in deutscher Sprache und dazu ungezählte Artikel. Zu ihren Verlagen gehörten der renommierte Cotta Verlag in Stuttgart, Orell Füssli in Zürich, Perrin in Paris, Payot in Lausanne und einige weitere. Viele ihrer Romane und Novellensammlungen erschienen in hohen Auflagen. Isabelle Kaiser beeindruckte ihre Leserschaft besonders mit ihren Auftritten. Bei ihren Lesereisen, die sie, abgesehen von der Schweiz, besonders nach Deutschland, Frankreich und Italien führten, füllte sie Hallen mit bis zu 600 Plätzen.
Sie zählte neben Carl Spitteler, Ernst Zahn und Johanna Spyri zu den international renommiertesten Schweizer Autorinnen und Autoren ihrer Zeit.
Anlässlich ihres 50. Geburtstages schrieb der Nobelpreisträger und enge Freund Isabelle Kaisers, Carl Spitteler, 1916 in der Schweizer Illustrierten einen Artikel über sie, in welchem ihre Relevanz für ihre Zeit und ihre Wirkung deutlich werden. Ihr Werk war beeinflusst von den naturalistischen und neuromantischen Strömungen der Epoche sowie von katholischer Religiosität.

## Werke in französischer Sprache
- Ici-bas (Poésies, Genève 1888)
- Sous les étoiles (Poésies, Genève 1890)
- Coeur de femme (Roman, Neuchâtel 1891)
- Fatimé. Chants de deuil. (Poésies, Neuchâtel 1893)
- Sorcière! (Roman, Lausanne 1896)
- Des ailes! (Poésies, Lausanne 1897)
- Héro, Lausanne 1898
- Notre Père qui êtes aux cieux … (Roman, Lausanne 1900)
- Vive le Roi! Roman des guerres de la vendéee (Lausanne 1903)
- L’éclair dans la voile (Lausanne 1907)
- Marcienne de Flüe. L′ascension d′une ame. Journal de la vie d′une femme. (Roman, Lausanne 1909. Erweiterte Auflagen 1913, 1928)
- Le jardin clos (Poésies, Lausanne 1912)
- La vierge du lac. Roman des montagnes d′Unterwalden (Lausanne 1913/14)
- Le vent des cimes (Novellen, Paris 1916)

## Werke in deutscher Sprache
- Wenn die Sonne untergeht (Novellen, Stuttgart 1901): Sein letzter Wille, Der Herr Marquis, Auf dem Leuchtturm, Das Märchen vom verlorenen Schlaf, Finelis Himmelfahrt, Kapitän Rupprecht, Die Schlangenkönigin, Christianens Wallfahrt, Wie ich Herzogin wurde, Ein Brief, Die Zwillinge. Himmelsmärchen. Der Stier, Letzter Erfolg, Der Erlöser, Aus dem Kindheitsparadies, Sweetheart, Vale carissima[4]
- Seine Majestät (Novellen, Stuttgart 1905): Der Lanzigbub, Ein blühender Apfelbaum, Abishag, Der Herr Pfarrer, Cadet, Trümer, Nachtzug, Die Spinne, Krieg, Lore Migis Frau. Der schnellste Reiter. Der Stern. Holi ho! dia hu!
- Sechs Noveletten aus Nidwalden (Zürich 1906)
- Vater unser … Roman aus der Gegenwart (Köln 1906)
- Die Friedenssucherin. Roman aus dem Leben einer Frau (Köln 1908)
- Mein Herz (Gedichte, Stuttgart 1908)
- Der Roman der Marquise. Roman aus den Vendéekriegen (Kevelaer 1909)
- Der wandernde See. Roman aus den Unterwaldner Bergen (Köln 1910)
- Einführung; Vorwort in: Alfred Ryffel: Der Vierwaldstättersee. 24 Bilder (Zürich 1912)
- Mein Leben (1913)
- Von ewiger Liebe (Novellen und Skizzen, Köln 1914)
- Unsere deutschen Kriegsgäste am Vierwaldstättersee (Meiringen 1916)
- Rahels Liebe (Novelle, Köln 1920)
- Bilda, die Hexe. Roman aus der Zeit der Hexenprozesse in der Schweiz (Regensburg 1921, autorisierte Übersetzung aus dem Französischen von Fritscheller)
- Die Nächte der Königin (Novellen, Zürich 1923)
- Letzte Garbe (Zug 1929)